# Germaan Van de Moere
Germaan Van de Moere (Gent, 29 november 1922 - aldaar, 11 mei 2018) was een Belgisch kajakker. Hij nam tweemaal deel aan de Olympische Spelen en behaalde daarbij geen medailles. Hij werd eenmaal wereldkampioen en behaalde één bronzen medaille op de Europese kampioenschappen.

## Biografie
Van de Moere werd in 1950 tiende op de K1 10.000 m op de wereldkampioenschappen in Kopenhagen. Vier jaar later werd hij zevende op de K2 10.000 m. In 1956 nam hij deel aan de Olympische Spelen in Melbourne. Samen met  Rik Verbrugghe werd hij zesde op de K2 1000 m.  In 1957 veroverde hij met Rik Verbrugghe op de K2 10.000 m een bronzen medaille op de Europese kampioenschappen in Gent. Hoogtepunt van zijn carrière waren de wereldkampioenschappen van 1958 in Praag. Samen met Verbrugghe werd hij zesde in de finale K2 500 m en wereldkampioen op de K2 1000 m. Op de Olympische Spelen van 1960 in Rome werden ze op hetzelfde nummer uitgeschakeld in de halve finale. 
Na zijn loopbaan als wedstrijdvaarder werd Van de Moere trainer voor het Belgisch Kano Verbond.
Van de Moere was lid van Koninklijke Cano Club Gent.

## Palmares

### K1
- 1950: 10e wereldkampioenschappen te Kopenhagen - 10.000m - 50.05,1

### K2
- 1954: 7e wereldkampioenschappen te Macon - 10.000m - 45.17,4
- 1956: 6e Olympische Spelen te Melbourne - 1000m
- 1957:  Europese kampioenschappen te Gent - 10.000m - 46.28,0
- 1958: 6e wereldkampioenschappen te Praag - 500m - 1.46,4
- 1958:  wereldkampioenschappen te Praag - 1000m - 3.36,3
- 1960: 4e ½ fin. Olympische Spelen te Rome - 1000m

### aflossingen
- 1960: 3e herk. Olympische Spelen te Rome - 4 x 500 m - 8.11,24